# José Luis Rebollo
José Luis Rebollo Aguado (Madrid, 8 oktober 1972) is een voormalig Spaans wielrenner. Als knecht van Abraham Olano werd hij 75e in de Ronde van Frankrijk van 1999. 
Hij reed voor onder meer ONCE en Festina.

## Belangrijkste overwinningen
1995
Eindklassement Ronde van Madrid
1996
Eindklassement Ronde van Portugal van de Toekomst
1998
9e etappe Ronde van Portugal
1999
Eindklassement Challenge Mallorca
Trofeo Luis Ocaña
2001
11e etappe Ronde van Portugal

## Resultaten in voornaamste wedstrijden
| Jaar | Ronde van Italië | Ronde van Frankrijk | Ronde van Spanje |
| ---- | ---------------- | ------------------- | ---------------- |
| 1999 |                  | 75e                 |                  |
| 2000 |                  |                     |                  |
| 2001 |                  |                     | 30e              |
| 2002 |                  |                     | 46e              |
| 2003 |                  |                     | 43e              |
| 2004 |                  |                     | 51e              |

| Jaar | Milaan-San Remo |
| ---- | --------------- |
| 1999 |                 |
| 2000 | 27e             |
| 2001 |                 |
| 2002 |                 |
| 2003 |                 |
| 2004 |                 |

## Ploegen
- 1995 –  ONCE (stagiair, vanaf 01-09)
- 1998 –  Recer-Boavista
- 1999 –  ONCE-Deutsche Bank
- 2000 –  Vitalicio Seguros-Grupo Generali
- 2001 –  Festina
- 2002 –  Colchon Relax-Fuenlabrada
- 2003 –  Relax-Fuenlabrada
- 2004 –  Relax-Bodysol